# Xiphophorus cortezi
Xiphophorus cortezi är en fiskart som beskrevs av Rosen, 1960. Xiphophorus cortezi ingår i släktet Xiphophorus och familjen Poeciliidae. Inga underarter finns listade i Catalogue of Life.